# List do chrześcijańskiego narodu
Letter to a Christian Nation (pol. List do chrześcijańskiego narodu) – książka napisana przez Sama Harrisa w odpowiedzi na reakcje wywołane jego pierwszą książką Koniec wiary (The End of Faith, 2004). Napisana jest w formie listu otwartego skierowanego do chrześcijanina. Zamierzeniem autora jest obalenie intelektualnych i moralnych ambicji chrześcijaństwa w najczęściej spotykanych formach. Książka została wydana we wrześniu 2006, a w październiku była na siódmym miejscu listy bestsellerów New York Timesa.

## Treść
Harris zwraca się do przedstawicieli konserwatywnej, chrześcijańskiej prawicy. Porównuje surowy kodeks moralny Starego Testamentu, na który tak chętnie się powołują (kara śmierci za rozpustę, homoseksualizm, nieposłuszeństwo wobec rodziców) z całkowicie pozbawionym przemocy dżinizmem. Twierdzi, że poleganie na dogmatach przyczynia się do powstania niemającej związku z realiami ludzkiej egzystencji, fałszywej moralności, stąd religijne sprzeciwy wobec używania prezerwatyw, komórek macierzystych w badaniach naukowych, aborcji czy też zastosowania nowej, obiecującej szczepionki przeciwko wirusowi brodawczaka ludzkiego.

Czytamy Złotą Regułę i odkrywamy, że jest doskonałym streszczeniem etyki. A potem spotykamy inne nauki Boga o moralności: jeśli podczas nocy poślubnej odkryjesz, że świeżo poślubiona żona nie jest dziewicą, musisz zabić ją przez ukamienowanie przed drzwiami jej ojca (Pwt 22:13-21).

Na odcinku intelektualnym rozważa problem zła – trudność w wierze w dobrego Boga, który pozwala na takie katastrofy jak huragan Katrina – i sprzeczność pomiędzy religią a nauką. Obecny sondaż Gallupa podaje, że 53% Amerykanów jest kreacjonistami, więc Harris przedstawia argumenty przemawiające za ewolucją i przeciwko uznaniu Inteligentnego Projektu.

Pomimo trwającego ponad stulecie rzetelnego, naukowego badania wieku Ziemi, ponad połowa obywateli wierzy, że cały wszechświat został stworzony sześć tysięcy lat temu. Czyli, jak się przypadkowo składa, około tysiąca lat po tym, jak Sumerowie wynaleźli klej.

Potem Harris rozszerza tematykę analizując zróżnicowanie religii na świecie oraz ich wzajemne antagonizmy. Kieruje uwagę ku religijnym przyczynom wielu konfliktów etnicznych. Istnieją także pewne nadzieje na religijną tolerancję, wzajemny szacunek i dialog międzywyznaniowy, ale Harris twierdzi, że przyczynia się to tylko do tego, że jeszcze trudniejsza jest krytyka religijnych ekstremizmów. Przyznaje, że duchowe doświadczenie może być wartościowe i nadawać życiu wartość, nie sądzi, że powinno być powiązane z wierzeniami religijnymi. Choć w przeszłości religia miała pewne użyteczne zastosowania, obecnie jest największą przeszkodą na drodze do stworzenia globalnego społeczeństwa.

## Reakcje
Do książki Harrisa ustosunkował się krytycznie Michael Novak w wydanej w 2008 roku książce Boga nikt nie widzi. Noc ciemna ateistów i wierzących (ang. No One Sees God: The Dark Night of Atheists and Believers), stwierdzając m.in. że:

List, który Harris rzekomo przeznaczył dla ludu chrześcijańskiego, w rzeczywistości zdradza brak jakiegokolwiek zainteresowania chrześcijaństwem oraz wielką ignorancję, a w swojej istocie jest raczej listem miłosnym autora do samego siebie z racji wyższości nad głupimi obywatelami, wśród których mieszka.